# Come 2 Me New Remix
Come 2 Me New Remixは、オム・ジョンファのアルバム第8集「Prestige」から「Come 2 Me」と「欲 (原題：탐）」の2曲のリミックスを収録したデジタルシングルである。

## 収録曲
1. Come 2 Me (New Remix Ver.)
2. 欲 (原題：탐） (New Remix Ver.)